# إرنا مورينا
إرنا مورينا (من مواليد إرنستين ماريا فوكس ، 24 أبريل 1885 - 20 يوليو 1962) ممثلة سينمائية ألمانية ومنتجة أفلام وكاتبة سيناريو من العصر الصامت. ظهرت في 104 أفلام بين عامي 1913 و 1951.

## روابط خارجية
- إرنا مورينا في قاعدة بيانات الأفلام على الإنترنت